# Крюке, Кун
Кун Крюке (нидерл. Koen Crucke (Koenraad Desiré Arthur Crucke), родился 11 февраля 1952 года в Генте, Бельгия) — фламандский актёр, певец (тенор), писатель и политик.

## Биография
В начале карьеры Кун Крюке был тенором-буффо в Гентской опере, позднее объединённой с Оперой Антверпена в существующую и сегодня Фламандскую оперу. В ходе реорганизации последней, Крюке был уволен, однако быстро нашёл себя на телевидении: не только на фламандском и нидерландском, но и на немецкоязычном (ORF и ZDF). Детям он известен благодаря роли в популярном сериале «Самсон и Герт». Крюке также был членом муниципального совета Гента от партии фламандских либералов и демократов.
Крюке выпустил ряд книг о диете, позволившей ему сбросить более пятидесяти килограммов. Всего перу Крюке принадлежат восемь поваренных книг, общий тираж которых превысил 250000 экземпляров. Его новая книга «Oooh van Opera» предназначена для детей начиная с восьми лет, и рассказывает им об оперной музыке.
26 марта 2004 года Крюке вступил в брак со своим менеджером Яном Гейсенсом, с которым до этого прожил 34 года вместе.